# Vor Frelsers Kirke (Horsens)
 For alternative betydninger, se Vor Frelsers Kirke. (Se også artikler, som begynder med Vor Frelsers Kirke)
Vor Frelsers Kirke er den ældste bygning i Horsens.
Kirkens orgel er bygget af Frobenius Orgelbyggeri i 1977 og har 40 registre.
Kirken var 22.august 2018 udsat for en påsat brand, hvor prædikestolen fra 1670 udbrændte totalt.

## Eksterne kilder og henvisninger
1. ↑  Prædikestolen Arkiveret 29. august 2018 hos  Wayback Machine hvfk.dk
2. ↑  Uerstattelige effekter ødelagt: Kirke havde hverken røg- eller brandalarmer Arkiveret 29. august 2018 hos  Wayback Machine på tv2ostjylland 24. august 2018

- Vor Frelsers Kirkes historie Arkiveret 8. oktober 2013 hos  Wayback Machine
- Vor Frelsers Kirke på KortTilKirken.dk
- Vor Frelsers Kirke på danmarkskirker.natmus.dk (Danmarks Kirker, Nationalmuseet)

- Wikimedia Commons har flere filer relateret til Vor Frelsers Kirke (Horsens)